# Slovenski eksonimi
Slovenski eksonimi in endonimi za zemljepisna imena izven Slovenije.

## 10 Neodvisnih držav v Karibskem morju (Skupnost narodov)
angleško Commonwealth of Nations
- Antigua and Barbuda, Antigva in Barbuda
- Bahamas, Bahami
  - Commonwealth of the Bahamas, Bahami
- Barbados, Barbados (30. novembra 2021 je postala republika)
- Dominica, Dominika
- Grenada, Grenada
- Jamaica, Jamajka
- Saint Kitts and Nevis (Saint Christopher and Nevis), Sveti Krištof in Nevis (Sveti Kitts in Nevis)
- Saint Lucia, Sveta Lucija
- Saint Vincent and the Grenadines, Sveti Vincencij in Grenadine
- Trinidad in Tobago, Trinidad in Tobago (1. avgusta 1976 je postala republika)

## Albanija
- Bistricë, Bistrica
- Bjeshkët e Nemuna/Alpet Shqiptare, Prokletije (Albanske Alpe)
- Bunë, Bojana
- Buni Jezercë/Liqeni i Madh, Veliko jezero
- Butrinti/Bouthroton, Butrint
- Durrës, Drač
- Drini, Drim
- Drini i Bardhë, Beli Drim
- Drini i Zi, Črni Drim
- Elbasani, Elbasan
- Ípiros/Epir  Epir
- Gjiri i Drinit/Pellg i Drinit, Drimski zaliv
- Gjiri i Vlorës, Valonski zaliv
- Gjirokastër/Gjirokastra, Gjirokastra
- Golloborda, Golo brdo
- Grámmos/Malii Gramozi Gramod
- Kanali i Otrantos, Otrantska vrata
- Korçë/Korça, Korča
- Krahina Malore Qëndrore, Osrednje gorovje (prevod, ni eksonim)
- Liqeni i Ohrit /Pogradecit, Ohridsko jezero
- Liqeni i Prespës/Limni Megáli Préspa/Prespansko ezero,   Prespansko jezero
- Liqeni Shkodrës/Skadarsko jezero, Skadrsko jezero
- Maja e Jezercës /Maja Jezercë, Jezerski vrh (prevod, ni eksonim)
- Maja e Korabit /Mali i Korabit, Veliki Korab (prevod, ni eksonim)
- Mali i Moravës, Morava (gora) (prevod, ni eksonim)
- Oite, Ojta
- Parku Kombëtar i Butrintit, Narodni park Butrint
- Pogradeci,  Pogradec
- Prespa e Vogël, Mala Prespa (ni eksonim)
- Republika e Shqipërisë, Republika Albanija
- Shkodra/Shkodë, Skader
- Tiranë/Tirana, Tirana
- Sarandë, Saranda
- Shqipëria, Albanija
- Vjosë, Vjosa   (prevod, ni eksonim)
- Vlorë/Vlora,  Vlora

## Andora
- (Principat d') Andorra, (Kneževina) Andora

## Argentina
- (Islas Malvinas, Falklandski otoki)
- Patagonía, Patagonija
- República Argentina, Argentina
- Río Iguazú, Iguasu
- Tierra del Fuego, Ognjena zemlja

## Alžirija
- Al-Jazā’ir/Dzayer/Alger, Alžir
- Al-Jazā’irīyah, Alžirija
- Al-Jumhurīyah al-Jazā’irīyah ad-Dīmuqrāṭīyah ash-Sha’bīyah, Ljudska demokratična republika Alžirija

## Armenija
- Araratyan dasht /Արարատյան դաշտ, Araratska planota
- Erivan/Erebuni /Երևան/Երեվան, Erevan
- Hajastani Hanrapetutjun/Հայաստանի Հանրապետություն, Republika Armenija
- Haykakan leṙnašxarh, Armensko višavje, tudi Armenska planota
- Hrazdan dobi /Հրազդան գետ, Hrazdan (reka)
- Lernajin Gharabagh /Լեռնային Ղարաբաղի Հանրապետություն /Lernajin Gharabaghi Hanrapetutjun/ Արցախ/Arcah, Gorski Karabah
- Sevana Lič /Սեւանա լիճ, Sevansko jezero

## Avstralija
- Adelaide, Adelajda
- Christmas Island, Božični otok
- Cocos (Keeling) Island, Kokosovi (Keelingovi) otoki
- Heard Island and the McDonald Islands, Heardov otok in McDonaldovi otoki
- New South Wales, Novi južni Wales
- Northern Territory, Severno ozemlje/teritorij
- South Australia, Južna Avstralija
- Tasmania, Tasmanija
- Victoria, Viktorija
- Western Australia, Zahodna Avstralija
- Australian Capital Territory, Območje glavnega mesta

## Avstrija
- Burgenland, Gradiščansko
- Česky les, Češki gozd
- Donau, Donava
- Drau, Drava (ni eksonim)
- Eisenstadt, Železno, Avstrija
- Enns, Aniža
- Großglockner (Grossglockner), Veliki Klek
- Graz, Gradec
- Hohe Tauern, Zahodne Ture, tudi Visoke Ture
- Inn, Ina (zastarelo)
- Innsbruck, Inomost (zastarelo)
- Kärnten, Koroška
- Klagenfurt am Wörthersee, Celovec
- Lafnitz, Lapinč
- Lavanttaler Alpen, Labotniške Alpe
- Linz, Linec (zastarelo)
- Mariazell, Marijino Celje ali Marija Cel
- Mur, Mura (ni eksonim)
- Neusiedler See, Nežidersko jezero
- Niedere Tauern, Vzhodne Ture, tudi Nizke Ture
- Niederösterreich, Spodnja Avstrija
- Oberösterreich, Zgornja Avstrija
- Österreich, Avstrija
- Osttirol, Vzhodna Tirolska
- Pustertal, Pustriška dolina
- Republik Österreich, Republika Avstrija
- Salzach, Salica (zastarelo)
- Salzburg, Salzbuška (zastar.Solnograška)
- Salzburg, Solnograd (zastarelo)
- Spittal an der Drau, Špital ob Dravi
- Steiermark, Štajerska
- Tirol, Tirolska
- Vorarlberg, Predarlska
- Wien, Dunaj
- Wiener Neustadt (Wr. Neustadt), Dunajsko Novo mesto
- Wienerwald, Dunajski gozd

## Azerbajdžan
- Azərbaycan Respublikası /Азәрбајҹан/, Republika Azerbajdžan
- Bakı /Bak /Baki, Baku
- Dağliq Qarabağ /Дағлиг Гарабағ, Gorski Karabah
- Naxçıvan Muxtar Respublikası /Naxcivan, Avtonomna republika Nahičevan

## Belgija
francosko (valonsko) / nizozémščina (flamščino) / nemško
- Ardenne (Årdene) / Ardennen / Ardennen, Ardeni
- Brussel(e) / Bruxelles / Brüssel, Bruselj
- Belgique (Beldjike) / België / Belgien, Belgija
- Benelux, Beneluks
- Escaut (Escô) / Schelde (Skelde) / Schelde, Šelda
- Flandre (Flande) / Vlaanderen (Vloandern) / Flandern, Flandrija
  - Vzhodna Flandrija (Oost-Vlaanderen)
  - Zahodna Flandrija (West-Vlaanderen)
  - Flandrijski Brabant (Vlaams-Brabant)
- Luxembourg, Luksemburg
- Moselle / Moezel / Mosel, Mozela
- Wallonie (Walonreye / Waloneye) / Wallonië / Wallonie(n), Valonija
  - Valonski Brabant (Brabant Wallon)

## Belorusija
- Belaruskaja hrada, Belorusko višavje
- Puszcza Białowieska/Belavežskaja pušča, Beloveška pušča/Bjaloveški gozd
- Bjarezina, Berezina
- Belarus', Belorusija
- Dnjapro, Dneper
- Homel', Gomel
- Hrodna, Grodno
- Mahiljoŭ, Mogilev
- Njoman/Nemunas/Neman, Njemen
- Ahinski kanal/Kanał Ogińskiego, Oginskijev prekop
- Ašmjanskae ŭzvyšša/Ašmenos Aukštuma, Ošmjansko višavje
- Prydniprovs'ka nyzovyna, Pridneprsko nižavje
- Prypiać/Pryp'yat', Pripjat, tudi Pripet
- Pripjatskie bolota/Pinskie bolota, Pripjatsko barje
- Podlasie/Padljašša/Padljassi, Podlesje
- Viciebs, Vitebsk

## Bolgarija
- (Republika) Bălgarija/Република България, (Republika) Bolgarija
- Černo more/Черно морé, Črno morje
- Kărdžali/Кърджали, Krdžali
- Tărgovište/Търговище, Trgovište
- Veliko Tărnovo/Велико Търново, Veliko Trnovo
- Сините камъни, Naravni park Modri kamni
- Национален парк Централен Балкан, Narodni park Osrednji Balkan
- Стара планина, Stara planina ali Balkan
- Белоградчишки скали/Belogradčiški skali, Belogradčiške skale
- Национален парк Рила, Narodni park Rila
- Kazanlak, Kazanlik
- Moisía/Moesia, Mezija
- Šipčenski prohod, Šipčenski prelaz
- Veliko Tarnovo, Veliko Trnovo
- Gornotrakijska nizina, Zgornjetrakijsko nižavje

## Bolivija
- Estado Plurinacional de Bolivia (šp.) /Tetã Hetãvoregua Mborivia (gvaransko)/ Wuliwya Suyu (ajmarsko)/ Puliwya Mamallaqta, Plurinacionalna/večnacionalna država Bolivija

## Bosna in Hercegovina
- Banja Luka, Banjaluka
- Bosna i Hercegovina, Bosna in Hercegovina
- Federacija Bosne i Hercegovine, Federacija Bosne in Hercegovine
- Međugorje, Medžugorje
- Neumski zaljev, Neumski zaliv
- Republika Srpska, Republika Srbska

## Brazilija
- Rio Amazonas, Amazonka
- Amazonia, Amazonija
- Brasilia (distrito federal), glavno mesto Brasilia
- República Federativa do Brasil, Brazilija
- Rio Iguaçu, Iguasu

## Ciper
- Lefkosía (Λευκωσία), turško Lefkoşa, Nikozija
- Kýpros (Κύπρος); turško Kıbrıs, Ciper

## Češka
- Beskydy, Beskidi
- Bílá Hora, Bela Gora
- Bílý Halštrov, Beli Elster
- Čechy, Češka (zgodovinska dežela)
- Česká republika, Češka republika
- Česko, Češka (država)
- Česká vysočina/Český masiv, Češki masiv
- České Budějovice, Češke Budejovice
- České středohoří, Češko sredogorje
- Český kras, Češki kras
- Český Krumlov, Češki Krumlov
- Český les, Češki gozd
- Český Těšín, Češki Tešin
- Českomoravská vysočina, Češkomoravsko višavje
- Hradčany, Hradčani
- Hradec Králové, Kraljevi Gradec
- Karlovy Vary, Karlovi Vari
- Krkonoše, Krkonoši
- Krušné hory, Češko rudogorje
- Kutná Hora, Kutna Gora
- Labe, Laba
- Lužická Nisa, Lužiška Nisa (Zahodna Nisa)
- Mladá Boleslav, Mlada Boleslava
- Morava, Moravska
- Moravska, Morava (reka)
- Moravské Budějovice, Moravske Budejovice
- Moravský kras, Moravski kras
- Olomouc, Olomuc
- Plzeň, Plzen
- Praha, Praga
- Slavkov u Brna, tudi Austerlitz (hist.)
- Slavkovský les, Slavkovski gozd
- Slezsko, Šlezija
- Sudetské pohoří, Sudeti
- Třebíč, Trebič
- Vyšehrad, Višegrad (Praga)

## Čile
- (República de) Chile, (Republika) Čile
- Tierra del Fuego, Ognjena zemlja

## Črna gora
- Crna Gora, Črna gora
- Herceg Novi, Hercegnovi
- Kotorski zaljev, Kotorski zaliv
- Momičko polje, Momiško polje
- Novljanski zaljev, Hercegnovski zaliv
- Skadarsko jezero, Skadrsko jezero
- Tivatski zaljev, Tivatski zaliv
- Toločko polje, Tološko polje

## Danska
- Danmark, Danska
- Færøerne /Føroyar, Ferski otoki
- otok Fyn, tudi Funen
- Grønland /Kalaallit Nunaat, Grenlandija
- Jylland, Jutlandija
- Kiel Bugt, Kielski zaliv
- København, tudi Kopenhagen ali Kodanj
- Kongeriget Danmark, Kraljevina Danska
- Lillebælt, preliv Mali Belt
- Nørrejyske Ø, otok Severni Jutland
- Østersøen, Baltik
- Sjælland, Zelandija
- Storebælt, preliv Veliki Belt
- Vesterhavet /Nordsøen, Severno morje

## Dominikanska republika
- República Dominicana, Dominikanska republika

## Etiopija
- Áddis Abêba, Adis Abeba
- Awaash, Hawaas/Hawaash We'ayot, Avaš (reka)

## Ekvador
- Ecuador, Ekvador
- Galápagos (uradno Archipiélago de Colón), Galapaški otoki

## Egipt
- Aleksandrija (arabsko الإسكندري, Iskenderia)
- Kairo (arabsko القاهرة, latinizirano al-Qāhirah)
- Nil, (arabsko النيل, prečrkovano an-nīl, staroegipčansko iteru, koptsko piaro ali fiaro)
- Delta Nila, (arabsko دلتا النيل‎ Delta an-Nīl ali  الدلتا ad-Delta)
- Nubijska puščava, (arabsko صحراء النوبة‎, Şaḩrā’ an Nūbyah)
- Sinajski polotok, (arabsko شبه جزيرة سيناء, Shibh Jazirat Sina)
- Sinaj (gora),  (arabsko جَبَل مُوسَىٰ‎, Mojzesova gora, hebrejsko הר סיני‎Har Sinai)

## Estonija
- Eesti Vabariik, Republika Estonija
- Läänemeri, Baltsko morje
- Liivi laht, Riški zaliv
- Peipsi-Pihkva järv, Čudsko-Pskovsko jezero
- Soome laht, Finski zaliv
- Tallinn, Talin (Reval, hist.)
- Tartu (Dorpat, hist.)

## Finska
(ležeče: švedska imena)
- Åland / Ahvenanmaa, Alandski otoki
- Suomi / Finland, Finska
- Järvi-Suomi / Insjöfinland, Finsko pojezerje
- Inarijävi / Enare Träsk / Anárjávri, Inari
- Itämeri / Östersjön, Baltsko morje
- Karjala, Karelija
- Lappland / Sameland / Saamiland / Sápmi (prej Laponska)
- Pohjanlahti / Bottniska viken, Botniški zaliv
- Suomenlahti / Finska viken, Finski zaliv

## Francija
- Aquitaine /Aquitània /Akitania /Aguiéne, Akvitanija
- Alsace, Alzacija
- Ardenne, Ardeni
- Argonne, Argoni
- Armagnac, Armanjak
- Bourgogne, Burgundija
- Bourgogne-Franche-Comté, Burgundija - Franche-Comté
- Bretagne / Breizh /Bertaèyn, Bretanija (zgod. pokrajina)
- Burbonnais / Dushé de Burbon, Burbonija (zgod. pokrajina)
- Camargue / Camarga, Kamarga
- Champagne(-Ardenne), Šampanja-Ardeni
- Corse/Corsica, Korzika
- Côte d'Azur, Azurna obala
- Dauphiné, Daufineja
- Dordogne, Dordonja
- Flandre, Région flamande, Flandrija
- Forêt de Fontainebleau/Forêt de Bière, Fontainebleauški gozd
- France, Francija
- Garonne, Garona
- Gascogne, Gaskonja
- Gironde / Gironda
- Golfe du Gascogne /Bizkaiko Golkoa, Biskajski zaliv
- Gave de Pau, Gava
- Golfe de Porto, Portski zaliv
- Golfe du Lion, Levji zaliv
- Golfe du Marseille, Marsejski zaliv
- Guadeloupe, Gvadelup
- Guyane (française), Francoska Gvajana
- Îles Normandes/Îles de la Manche, Kanalski otoki
- l'Escaut/Escô/Schelde, Šelda
- La Manche, Rokavski preliv
- Le Léman/Lac de Genève, Ženevsko jezero
- Loire, Loara
- Lorraine, Louréne, Lorena
- Lourde, Lurd
- Marne, Marna
- Martinique, Martinik
- Massif Central, Centralni masiv
- (la) Moselle, Mozela
- Nice /Niça/Nissa, Nica
- Normandie, Normandija
- Nouvelle-Aquitaine/Nòva Aquitània/Akitania Berria/Novéle-Aguiéne, Nova Akvitanija
- Nouvelle-Calédonie, Nova Kaledonija
- Occitanie /Occitània, Okcitanija
- Pas de Calais, Dovrska vrata
- Pays de la Loire, Loire (regija)
- Picardie, Pikardija
- Plaine d'Alsace, Alzaška planota
- Provence /Provença, Provansa
- Pyrénées/Pirenèus/Pirinioak, Pireneji
- République française, Francoska republika
- Rhône/Ròse/Rôno, Rona
- Saône /Sona, Saona
- Savoie /Savouè, Savoja
- Seine, Sena
- Septimanie/"Septimània", Septimanija
- Cévennes /Cevenas, Seveni
- Saint-Pierre-et-Miquelon, Saint Pierre in Miquelon
- Somme, Soma
- Vendée, Vendeja
- Vézère, Vezera
- Vosges, Vogezi

## Grčija
- Ahaia (Αχαΐα), Ahaja - zgodovinska pokrajina
- Aigaios Pelagos, Egejsko morje
- Aksios, Vardar
- Aoos, Vjosa
- Argolikós kólpos, Argolski zaliv
- Αρκαδία/Arkadía, Arkadija
- Áthos (Agion Oros), Atos
- Attiki, Atika
- Athina, Atene
- Chalkidiki/Halkidikí, Halkidika
- Delfoi, Delfi
- Dioryga tis Korinthou, Korintski prekop
- Dodekánisa, Dodekanez
- (Limni) Doiran, Dojransko jezero
- Elláda / Hellás, Grčija
- Elliniki Dimokratia, Helenska republika
- Epiros / Epiri, Epir
- Euboea, Evboja
- Eurótas / Iri, Evrotas
- Idi, Ida
- Ioánnina, Janina (mesto)
- Ιónio Pelagos, Jonsko morje
- Ionia nisia, Jonski otoki
- Iráklo, Iraklion
- Itháki, Itaka
- Kárpathos, Karpatos
- Kephallonia, Kefalonija
- Kerkyra, Krf
- Kiklades, Kikladi
- Korinthos, Korint
- Kriti, Kreta
- Lesbos/Lesvos, Lezbos
- Limnos, Lemnos
- (Limni) Megali Prespa, Prespansko jezero
- Mikri Prespa, Malo Prespansko jezero, Mala Prespa
- Nisiá Aigaiou /Ege Adalan, Egejski otoki
- Olympos /Olimbos, Olimp
- Patra(i), Patras
- Peiraias /Pireas, Pirej
- Pelopónnēsos, Peloponez
- Pindos, Pindsko gorstvo
- Rhodhos, Rodos
- Saronikós kólpos, Saronski zaliv
- Sporádes, Sporadi
- Stereá Elláda, Osrednja Grčija
- Strymónas, Struma
- Thermaikos kólpos, Solunski zaliv
- Thessalia, Tesalija
- Thessaloniki, Solun
- Thráki, Trakija
- Voiotía, Beocija
- Zakinthos, Zakintos

## Gruzija
- აჭარა — ach'ara / აჭარის ავტონომიური რესპუბლიკა — ach'aris avtonomiuri respublika, (Avtonomna republika) Adžarija
- Aphazeti/Abhazeti; Аҧсны Apsny, Abhazija
- Sakartvelo / საქართველო, Gruzija
- Mtkvari, Kura
- Samhreti Oset / Республикæ Хуссар Ирыстон, Južna Osetija

## Gvajana
- Co-operative Republic of Guyana, (Kooperativna republika) Gvajana

## Gvatemala
- (República de) Guatemala, Gvatemala
- Ciudad de Guatemala (Nueva Guatemala de la Asunción), Gvatemala (mesto)

## Haiti
- République d'Haïti, Haiti

## Hrvaška
- Bakarski zaljev, Bakarski zaliv
- Bedekovčina, Bedekovščina
- Brački kanal, Braški preliv
- Brijuni, Brioni (po novem eksonim)
- Brod na Kupi, Brod na Kolpi
- Dalmatinski otoci, Dalmatinski otoki
- Dinarsko gorje/Dinarske planine, Dinarsko gorovje
- Drvenički kanal, Drveniški kanal
- Dunav (-velja tudi za Srbijo), Donava
- Hrvatska, Hrvaška
- Hrvatsko Zagorje, Hrvaško Zagorje
- Ilovička vrata, Iloviška vrata
- Istarska župánija, Istrska županija
- Jadransko more, Jadransko morje (ni eksonim)
- Karinsko more, Karinsko morje, tudi Karinsko jezero
- Karlovac, Karlovec
- Kaštela, Kašteli (občina-"mesto")
- Kaštelanski zaljev, Kaštelanski zaliv
- Kornatski otoci, Kornati
- Kupa, Kolpa (ni eksonim)
- Kvarner, Kvarnerski zaliv
- Kvarnerić, Mali Kvarner
- Kvarnerićka vrata, Kvarnerska vrata
- Kvarnerski otoci, Kvarnerski otoki
- Malostonski zaljev (Kanal Maloga Stona), Malostonski zaliv
- Međimurje, Medžimurje, Medmurje
- Mursko Središće, Mursko Središče
- Murtersko more, Murtersko morje
- Novigradsko more, Novigrajsko morje
- Olipski kanal, Olibski kanal
- Pirovački zaljev, Pirovački zaliv
- Pula, Pulj
- Raški zaljev/Zaljev Raša, Raški zaliv /Zaliv Raša
- Republika Hrvatska, Republika Hrvaška
- Rijeka, Reka
- Riječki zaljev, Reški zaliv
- Sisak, Sisek
- Stonski zaljev, Stonski zaliv
- Srijem, Srem
- Sutla, Sotla (ni eksonim)
- Sveta Gera, Trdinov vrh (ni eksonim)
- Šibenski zaljev, Šibeniški zaliv
- Šoltanski kanal, Šoltski preliv
- Vela vrata, Velika vrata (preliv)
- Virsko more, Virsko morje
- Zlatni rat, Zlati rt, tudi Zlati rog

## Indija
- Ajmer
- Ahmedabad / Ahmadābād/Amdāvād
- Andra Pradeš / Āndra Pradēś
- Arunačal Pradeš / Arunachal Pradesh/Aruṇācal Pradeś
- Asam / Ôxôm/Assam
- Benares / Vārānasi
- Mumbaj / Mumbai  (prej Bombaj)
- Čenaj / Ceṉṉai
- Delhi / Dilli
- Džamu / Jammū
- Džamu in Kašmir / Jammū aur Kaśmīr/Jammū te Kaśmīr/Jammū wa Kaśmīr
- Gudžarat / Gujarāt
- Harjana / Haryāna/Hariyāṇā
- Himačal Pradeš / Himācal Pradeś
- Kalkuta / Kolkata
- Karnataka / Karṇāṭaka/Karnāṭak
- Jamuna / Yamunā
- Lakadivi / Lakshadweep
- Ladak / Laddākh/la-dwags
- Maharaštra / Mahārāşțra
- Madja Pradeš / Madhya Pradēś
- Mali Nikobar / ChoṭāNikobār/Ong
- Nagaland / Nāgāland
- Radžastan / Rājasthān
- Šrinagar / Śrīnagar
- Utar Pradeš / Uttar Pradesh
- višavje Chota Nagpur / Chota Nagpur Plateau
- Vzhodni Gati / Toorpu Kanumalu/Poorva ghatta/Kizhakkut Todarchhi Malaigal
- Zahodna Bengalija / Paścimbaṅga
- Zahodni Gati / Pashchim Ghāt/Sahjádri nebo/Pashchimaghattam nebo/Mérkut totarchchi malaj
- Zanskar / Zāskār/zangs dkar

## Irska
- Éire/Ireland, Irska
- Northern Ireland, Severna Irska
- Poblacht na hÉireann, Republika Irska

## Italija
- Abruzzo / Abruzzi, Abruci
- Adige (nem. Etsch), Adiža
- Alpi Carniche, Karnijske Alpe
- Alta Valle Isarco (nem. Wipptal), Dolina Wipptal
- Atesinske Alpe
- Grajske Alpe
- Alpi Carniche, Karnijske Alpe
- Alpi Lepontine, Adulske Alpe/Lepontinske Alpe
- Alpi Marittime, Primorske Alpe
- Alpi Orobie, Orobske Alpe/Bergamske/Bergamaške Alpe
- Kotijske Alpe
- Ligurske Alpe
- Alpi Pennine, Peninske Alpe
- Valaiške Alpe
- Alto Adige (Südtirol), Zgornje Poadižje/ Južna Tirolska
- Appennini, Apenini
- Arcipelago Campano, Neapeljsko otočje
- Arcipelago della Maddalena, Magdalensko otočje
- Arcipelago del Sulcis, Otočje Sulcis
- Arcipelago di Tavolara, Otočje Tavolare
- Arcipelago Toscano, Toskanski arhipelag
- Basilicata, Bazilikata
- Bologna, Bolonja (nestandardiziran)
- Bolzano (nem. Bozen), tudi Bocen
- Bressanone (nem. Brixen), Briksen
- Calabria, Kalabrija
- Campania, Kampanija
- Campi Flegrei, Flegrejska polja
- Carnia /Cjargne, Karnija
- Catanzaro, Katanzaro
- Delta del Po, Delta reke Pad
- Emilia-Romagna, Emilija - Romanja
- Firenze, Firence
- Fosse Ardeatine, Ardeatinske jame
- Friuli-Venezia Giulia /Friûl-Vignesie Julie, Furlanija - Julijska krajina
- Golfo di Gaeta, Gaetski zaliv
- Golfo di Genova, Genovski zaliv
- Golfo di Manfredonia, Manfredonijski zaliv
- Golfo di Napoli, Neapeljski zaliv
- Golfo di Salerno, Salernski zaliv
- Golfo di Sant'Eufemia, Zaliv Svete Eufemije
- Golfo di Taranto, Tarantski zaliv
- Golfo di Venezia, Beneški zaliv
- Herculaneum / Ercolano, Herkulanej
- Isole Ciclopi, Kiklopsko otočje
- Isole Cheradi, Keradsko otočje
- Isole Egadi, Egadsko otočje
- Isole Eolie /Isole Lipari, Eolski otoki
- Isole Flegree, Flegrejsko otočje
- Isole Pelagie, Pelagijsko otočje
- Isole Ponziane/Isole Pontine, Pontinsko otočje
- Lago Albano /Lago di Castel Gandolfo, Albano (jezero)
- Lago di Bolsena, Bolsensko jezero
- Lago di Como, Komsko jezero
- Lago di Garda, Gardsko jezero
- Lago d’Orta, Jezero Orta
- Lago Maggiore (L. Verbano), Jezero Maggiore
- Lago Trasimeno, Trasimensko jezero
- Laguna di Grado, Gradeška laguna
- Laguna di Venezia, Beneška laguna
- Lazio, Lacij
- Liguria, Ligurija
- Lombardia, Lombardija
- Mare Adriatico, Jadransko morje
- Mar Ionio, Jonsko morje
- Mar Ligure, Ligursko morje
- Mar Tirreno, Tirensko morje
- Marche, Marke
- Merano (nem. Meran) Maran
- Milano, Milan (nestandarditiran)
- Molisse, Molize
- Monti Iblei, Hiblejske gore
- Napoli, Neapelj
- Penisola Italiana, Apeninski polotok
- Pianura Padana / Val Padana, Padska nižina
- Piave, Piava
- Piemonte, Piemont
- Po, Pad
- Pompeii, Pompeji
- Puglia, Apulija
- Ravenna, Ravena
- Repubblica Italiana, Italijanska republika
- Roma, Rim
- Rubicone, Rubikon
- Sardegna, Sardinija
- Sicilia, Sicilija
- Siracusa /Sarausa / Seragusa, Sirakuze
- Stretto di Messina, Mesinski preliv
- Stretto di Otranto/Canale d'Ótranto, Otrantska vrata
- Tagliamento, Tilment
- Tarquinia, Tarkvinija
- Tevere, Tibera
- Torino, Turin (nestandardiziran)
- Toscana, Toskana
- Trento/Trient, tudi Trident (zgodov.)
- Treviso, Treviž
- Triveneto, Tri Benečije
- Umbria, Umbrija
- Venezia, Benetke
- Veneto, Benečija
- Monte Vesuvio, Vezuv
- Valle d'Aosta /Vallée d'Aoste, Dolina Aoste
- Valle Isarco /"Val dl Isarch"/Eisacktal, Dolina reke Eisack
- Val Pusteria /Val de Puster/'Pustertal, Pustriška dolina
- Vipiteno /Sterzing, Štercing

## Kanada
- Amundsen bay, Amundsenov zaliv
- Baffin Island /Qikiqtaalu, Baffinov otok
- Banks Island, Banksov otok
- British Columbia, Britanska Kolumbija
- Canada, Kanada
- Canadian Shield (Laurentian Plateau), Kanadski ščit
- Coast Mountains, Obrežno gorovje
- Columbia River, Kolumbija (reka)
- Great Bear Lake (Grand lac de l'Ours), Veliko medvedje jezero
- Great Lakes (Grands Lacs d'Amérique du Nord) Velika jezera
- Great Slave Lake (Grand lac des Esclaves), Veliko suženjsko jezero
- Hudson Bay, Hudsonov zaliv
- Hudson Strait, Hudsonov preliv
- Lake Erie, Eriejsko jezero
- Lake Huron, Huronsko jezero
- Lake Ontario, Ontarijsko jezero
- Lake Superior, Gornje jezero
- Lake Winnipeg, Winnipeško jezero
- Mackenzie River (fr. Le fleuve Mackenzie), Mackenziejeva reka
- Melville Island, Melvillov otok
- New Brunswick/Nouveau-Brunswick, Novi Brunswick
- New Fundland/Terre-Neuve, Nova Fundlandija
- Niagara falls, Niagarski slapovi
- Northwest Territories (Territoires du Nord-Ouest), Severozahodna ozemlja
- Nova Scotia, Nova Škotska
- Prince Edward Island, Otok princa Edvarda
- Prince of Wales Island, Otok waleškega princa
- Quebec City/Ville de Québec/Québec, Quebec City
- Queen Charlotte Islands /Haida Gwaii
- Queen Elizabeth Islands, Otoki kraljice Elizabete
- Red River of the North /rivière Rouge du Nord
- Saint Lawrence River /Fleuve Saint-Laurent, Reka svetega Lovrenca
- Slave River (fr. Rivière des Esclaves), Suženjska reka
- Southampton Island, Southamptonov otok
- Victoria Island /Kitlineq, Viktorijin otok
- Yukon, Jukon

## Izrael
- Haifa, Hajfa
- Jerušálajim, Jeruzalem
- Yafo, Jafa

## Kolumbija
- República de Colombia, (Republika) Kolumbija

## Kosovo
- Albanik/=? Leposavić
- Besianë/Podujevë /Podujevo, Podujevo
- Deçan/Dečani, Dečani
- Drini i Bardhë, Beli Drim
- (Rrafshi) Dukagjin /Metohija, Metohija
- Ferizaj /Uroševac, Uroševac
- Fushe ë Kosovës/Kosovo Fusha /Kosovo polje, Kosovo polje
- Gjakovë /Đakovica, Đakovica, Djakovica
- Gjilan /Gnjilane, Gnjilane
- Kaçanik /Kačanik, Kačanik
- Kastrior /Obilić, Obilić
- Klinë/Klina, Klina
- Kosova/Kosovë /Kosovo, Kosovo
- Mitrovicë e Kosovës /Kosovska Mitrovica, Kosovska Mitrovica
- Pejë/Peć, Peć/Peč
- Prishtinë /Priština, Priština
- Rahavec/Orahovac, Orahovac
- Suharekë oz.Therandë /Suva Reka, Suva Reka
- Vushtri /Vučitrn, Vučitrn

## Kostarika
- República de Costa Rica, Republika Kostarika

## Kuba
- (República de) Cuba, Kuba, uradno Republika Kuba
- La Habana, Havana

## Latvija
- Daugava, Zahodna Dvina
- Daugavpils, tudi Dineburg oz. Dvinsk (hist.)
- Kurzeme, Kurlandija
- Latgale, Latgalija
- Latvijas Republika, Republika Latvija
- Latvija  tudi Letonija
- Liivimaa/Livonija, Livonija
- Rīga, Riga
- Rīgas jūras līcis, Riški zaliv
- Vidzeme /Vidūmō, Livonija
- Zemgale, Semgalija

## Lihtenštajn
- Liechtenstein, Lihtenštajn
- Fürstentum Liechtenstein, Kneževina Lihtenštajn

## Litva
- Ašmenos Aukštuma, Ošmjansko višavje
- Kaunas, Kovno (hist.)
- Klaipėda (nem. Memel/Mimmelburg), Klajpeda
- Kuršių nerija/Ку́ршская коса́, Kurska kosa
- Kuršių marios, Kurski zaliv
- Lietuva, Litva
- Lietuvos Respublika, Republika Litva
- Nemunas, Nemen
- Vilnius, Vilna

## Luksemburg
- Benelux, Beneluks
- Luxembourg (Groussherzogtum Lëtzebuerg, fr. Grand-Duché de Luxembourg, nem. Großherzogtum Luxemburg, Luksemburg
- Lëtzebuerg/Stad Lëtzebuerg, fr. (Ville de) Luxembourg, nem. Luxemburg (Stadt),  Luksemburg (mesto)
- Musel (la Moselle), Mozela

## Madžarska
Za dvojezična slovensko-madžarska imena glej Seznam slovenskih imen madžarskih krajev
- Alföld /Nagy-Magyar-Alföld, Velika madžarska nižina
- Bakony/Bakonyerdő, Bakonjski gozd
- Balaton, Blatno jezero
- Bánság, Banat
- Baranya (megye), Baranja
- Barcs, Barč[navedi vir]
- Berzence (hrv. Brežnjica/Breznica), Bistrica
- Buda, Budim
- Budapest, Budimpešta
- Debrecen, (hist. Debrecin)
- Duna, Donava
- Eger, (Jagar)
- Fehér-Körös, Beli Kriš
- Fekete-Körös, Črni Kriš
- Fertő tó, Nežidersko jezero
- Győr, (hist. Gjur)
- Kalocsa, Kaloča
- Keszthely, Blatenski Kostel, Blatograd
- Kisalföld, Mala madžarska nižina (-o, -o nižavje)
- Kis Balaton, Malo Blatno jezero
- Körmend, Kermendin (tudi Kirment)
- Magyarország, Madžarska
- Mátra, Matra (gora)
- Miskolc, tudi Miškolc
- Mohács, Mohač
- Mosoni-Duna, Mošonska Donava
- Nagykanizsa, Velika Kaniža
- Sárvár (nem. Kotenburg, Rotenturm an der Raab), Mala Sela
- Sebes-Körös, Hitri Kriš
- Somogyi megye, Šomodska županija
- Szeged, (hist. Segedin)
- Székesfehérvár, (hist.) Stolni Beligrad
- Szombathely, Sombotel
- Tisza, Tisa
- Vas megye, Železna županija
- Visegrád, Višegrad
- Zala megye, Zalska županija
- Zalaegerszeg, (Jageršek)
- Zalavár, Blatograd/Blatnigrad

ZAMEJSTVO (dvojezični kraji niso eksonimi !!; vključeni so vsi zamejski toponimi s slovenskimi imeni ne glede na etnično sestavo)
- Alsószölnök, Dolnji Senik
- Apátistvánfalva, Števanovci
- Csörötnek, Čretnik
- Farkasfa, Farkašovci
- "Fekete-tó", Črne mlake
- Felsőszölnök, Gornji Senik
- Füzes, Fizeš
- Grajka-patak, Grajka
- Háromház, Tridvor
- Hársas-patak, Haršaš
- Husászi-patak, Husas
- János hegy, Janezovi breg
- Kebele, Kobiljanski potok
- Kerca-patak (Kis-Kerca), Mala Krka
- Kerka (Velka Kerka), (Velika) Krka
- Kercaszomor, Krčica-Somorovci
- Kethely, Traušče (potok)
- Kétvőlgy, Verica-Ritkarovci (Dve Dolini)
- Kondorfa (Gárdonyfa), Kradanovci
- Lapincs (nem. Lafnitz), Lapinč
- Lenti, Lentiba
- Letenye, Letina
- Magyarlak, Lak
- Magyarszombatfa, Soboška ves (Železna županija)
- Orfalu, Andovci
- Őrség, Stražno ozemlje
- Őrségi Nemzeti Park, Narodni park Őrség
- Pest, Pešta
- Rába, Raba
- Rábagyarmat, Žormot
- Rábakethel, Trošče
- Rábakisfalud; danes Máriaújfalu, Mala ves
- Rábatótfalu, Slovenska ves
- Rédics, Redič
- Rönök, Renik
- Sopron, Šopron
- Surd, Šurd
- Szakonyfalu, Sakalovci
- Szalafő, Sola (ali Glava Zale)
- Szakony-patak, Sakalovski potok
- Szentgotthárd, Monošter
- Szentistvánlak, Jošavci
- Szölnöki-patak, Seniški potok
- Szomoróc, Somor(ov)ci
- Talapatka, danes Máriaújfalu, Telik
- Újbalázsfalva, Otkovci
- Velemér, Velemer
- Zalaszombatfa, Soboška ves (Zalska županija)
- Zsida, Židova
- "Zsida-patak", Žida

## Maroko
- Marrakech, Marakeš

## Malta
- (Il-)Belt Valletta, Valletta
- Għawdex, Gozo
- Kemmuna, Comino
- San Pawl il-Baħar, Zaliv sv. Pavla
- il-Port il-Kbir (Porto Grande, Grand Harbour), Veliko pristanišče, Valletta
- Ir-Rabat, Rabat
- Repubblika ta' Malta, Republika Malta
- L-Imdina, Mdina (Melitta, Melitte/Μελίττη, Madinah, Medina), tudi Città Vecchia oz. Melita (antično mesto)

## Mehika
- Golfo de California, Kalifornijski zaliv
- Golfo de Campeche, Kampeški zaliv
- Golfo de México, Mehiški zaliv
- México, Mehika
- Estados Unidos Mexicanos, Združene mehiške države
- Península de Baja California, Kalifornijski polotok
- Tehuantepeška ožina
- Yucatan, Jukatan

## Moldavija
- Basarabia, Besarabija
- Bugeac, Budžak
- Chişinău, Kišinjev
- Moldova, Moldavija
- Nistru, Dnester
- Република Молдовеняскэ Нистрянэ/Приднестровская Молдавская Республика/Придністровська Молдавська Республіка, Pridnestrska moldavska republika; Pridnestrje
- Stânga Nіstruluі, Transnistrija

## Nemčija
- Bautzen/Budyšin, Budišin
- Bayerische Alpen, Bavarske Alpe
- Bayerische Voralpen, Bavarske predalpe
- Bayern, Bavarska
- Berchtesgadener Alpen, Berchtesgadenske Alpe
- Bodensee, Bodensko jezero
- Böhmerwald, Češki gozd
- Braunschweig (Brunswiek); zastar. tudi Brunsvik
- Brandenburg, Brandenburška
- Bundesrepublik Deutschland, Zvezna republika Nemčija
- Bautzen/Budyšin, Budišin
- Chemnitz, Kamnica (hist.)
- Chiemsee, Chiemsko jezero
- Deutsche Bucht, Nemški zaliv
- Deutsche Demokratische Republik (hist.), Nemška demokratična republika
- Deutschland, Nemčija
- Deutsche Mittelgebirge, Nemško sredogorje
- Deutsch-Polnische Tiefebene, Nemško-poljsko nižavje
- Donau, Donava
- Dresden, Draždani (hist.)
- Elbe, Laba
- Elsass (hist.), Alzacija
- Elstra/Halštrow, Halštrov/Elster?
- Krušnéhory/Erzgebirge, Češko rudogorje
- Franken/Frankenland (hist.), Frankovska
- Frankenwald, Frankovski gozd
- Frankfurt am Main, Frankfurt ob Majni
- Frankfurt an der Oder, Frankfurt ob Odri
- Fränkische Schweiz, Frankovska Švica
- FränkischeAlb/Frankenalb/FränkischerJura, Frankovska Jura
- Freising, Brežinje
- Friesland, Frizija
- FriesischeInseln/Waddeneilanden/FriescheEilanden/Vadehavsøe, Frizijski otoki
- Hannover, Hanover
- Jütland, Jutlandija
- Kieler Bucht, Kielski zaliv
- Nord-Ostsee-Kanal/KielCana, Kielski prekop
- Köln am Rhein, Kelmorajn (hist.)
- Konstanz, Konstanca
- Lausitz /Łužica /Łužyca, Lužica
- Lausitzer Neisse/Neiße /Łužiska/Łužyska Nysa', Lužiška Nisa (Zah. Nisa)
- Limburg an der Lahn, Limburg ob Lahnu
- Lothringen (hist.), Lotaringija
- Lüneburger Heide, Lüneburška resava
- Main, Majna
- Mecklenburg-Vorpommern, Mecklenburg - Predpomorjanska
- Mecklenburgische Seenplate, Mecklenburško pojezerje
- Mecklenburger Bucht, Mecklenburški zaliv
- Mittellandkanal, Mittellandski prekop
- Mosel, Mozela
- München, Monakovo (hist.)
- Neisse, Nisa
- Niedersachsen, Spodnja Saška
- Norddeutsches Tiefland, Severnonemška nižina
- Nördliche Kalkalpen, Severne apneniške Alpe
- Nord-Ostsee-Kanal (Kiel Canal), Kielski prekop
- Nordrhein-Westfalen, Severno Porenje - Vestfalija
- Nordsee/Westsee/Deutsches Meer, Severno morje
- Oder, Odra
- Ostsee, Baltsko morje
- Pfalz, Pfalško
- Pommern, Pomorjansko
- Pommersche Bucht, Pomorjanski zaliv
- Preussen, Prusija (hist.)
- Regensburg, Ratisbona (hist.)
- Rheinland, Porenje
- Rheinland-Pfalz, Porenje - Pfalška
- Rhein, Ren
- Rheinisches Schiefergebirge, Rensko skrilavo hribovje
- Raetia/Rhaetia, Retija
- Ruhrgebiet/Ruhrrevier, Porurje
- Saarland, Posarje
- Sachsen, Saška
- Sachsen-Anhalt, Saška - Anhalt
- Sachsische Schweiz, Saška Švica
- Schwaben(land), Švabska
- Schwäbische Alb, Schwäbische Jura, Švabska Jura
- Schwarze Elster, Črni Elster
- Schwarzwald, Črni gozd
- Sorben/Sorbi/Serbja, Lužiški Srbi
- Speyer (do 1825 tudi Spires; zastar slov. ime Špir)
- Teutoburger Wald, Tevtoburški gozd
- Thüringen, Turingija
- Thüringer Becken, Turinška kotlina
- Thüringerwald, Turinški gozd
- Thüringisch-Fränkisches Mittelgebirge, Turinško-Frankovsko višavje
- Weiße Elster, Beli Elster
- Weser, Vezera
- Westfalen, Vestfalija

## Nikaragva
- Lago de Nicaragua, Nikaragovsko jezero
- Lago de Managua, Managovsko jezero
- (República de) Nicaragua, (Republika) Nikaragva
- (Santiago de) Managua, Managva

## Nizozemska
- Benelux, Beneluks
- Friesland, Frizija
- Den Haag, Haag
- Holland, Holandija (Noord-Holland, Severna Holandija; Süd-Holland, Južna Holandija)
- Koninkrijk der Nederlanden, Kraljevina Nizozemska
- Nederland, Nizozemska
- Nederlandse Antillen, Nizozemski Antili
- Rijn, Ren
- Schelde, Šelda
- Zeeland, Zelandija

## Norveška
- Barentshavet, Barentsovo morje
- Bjørnøya, Medvedji otok
- Kongeriket Norge/Noreg, Kraljevina Norveška
- Nordkapp, Nordkap
- Norse, Norveška
- Norskehavet, Norveško morje
- De skandinaviske fjellene/Kjølen, Skandinavsko gorovje
- Svalbard, tudi Spitzbergi

## Paragvaj
- República del Paraguay/Tetã Paraguái, Republika Paragvaj
- Rio Paraguay, Paragvaj (reka)

## Peru
- República del Perú, (Republika) Peru

## Poljska
- Beskidy, Beskidi
- Bydgoszcz, Bidgošč
- Bytom, Bitom
- Częstochowa, Čenstohova
- Galicja, Halicz, Galicija
- Gdańsk, Gdansk
- Gubin, Guben
- Kaczawa, Kačava
- Karkonosze, Krkonoši
- Kaszuby (Kaszëbë, Kaszëbskô), Kašubsko
- Katowice, Katovice
- Kraków, Krakov
- Kujawy, Kujavija
- Łódź, Lodž
- Małopolska, Malopoljska
- Mazowsze, Mazovija
- Mazury, Mazurija
- Morze Bałtyckie, Bałtyk, Baltsko morje
- Nysa, Nisa
- Nysa Kłodzka, Vzhodna Nisa (Klodska Nisa)
- Nysa Łużycka, Zahodna Nisa, Lužiška Nisa
- Nysa Szalona, Nisa Šalona
- Polska, Poljska
- Pomorze, Pomorjansko
- Poznań, Poznanj
- Puszcza Białowieska, Beloveška pušča/Beloveški gozd
- Rzeczpospolita Polska, Republika Poljska
- Sudety, Sudeti
- Szczecin, Ščečin
- Śląsk, Šlezija
- Tatry Wysokie, Visoke Tatre
- Toruń, Torunj
- Bory Tucholskie, kašubsko: Tëchòlsczé Bòrë, Tuholski gozd
- Warmia, Varmija
- Warszawa, Varšava
- Warta, Varta
- Wielkopolska, Velikopoljska (pokrajina)
- Wisła, Visla
- Wrocław, Vroclav
- Zalew Szczeciński, Ščečinski zaliv (laguna)
- Zalew Wiślany, Vislanski zaliv (laguna)
- Zatoka Gdańska, Gdanski zaliv
- Zatoka Pomorska, Pomeranški zaliv

## Portugalska
- Açores, Azori
- Cabo da Roca, Rt Roca
- Lisboa, Lizbona
- Mar da Palha, Lizbonski zaliv (estuarij reke Tajo/Tejo)
- Portugal, Portugalska
- República Portuguesa, Portugalska republika
- Tejo, Tajo

## Romunija
- Banat (madž. Bánság)
- Banatske gore
- Basarabia, Besarabija
- Brașov/Kronstadt, Brašov (hist.)
- Bucovina, Bukovina
- Bucureşti, Bukarešta
- Câmpia Română, Vlaška nižina
- Carpați, Karpati
- Cluj-Napoca / Kreis Klausenburg/Kolozsvár, Kluž (hist.)
- Crișana, Krišana
- Crișul Alb, Beli Kriš
- Crișul Negru, Črni Kriš
- Crișul Repede, Hitri Kriš
- Delta Dunǎrii, Delta Donave
- Dobrogea, Dobrudža
- Dunǎre(a), Donava
- Iași, Jaši (hist.)
- Južni Karpati (Transilvanske Alpe)
- Marea Neagră, Črno morje
- Moldova, Moldavija (romunska zgodovinska pokrajina, kneževina)
- Muntenia, Muntenija
- Mureș, Mureš (reka)
- Oltenia, Oltenija
- România, Romunija
- Siret, Siretul
- Timişoara, Temišvar
- Țara Românească, Vlaška (romunska zgodovinska pokrajina)
- Transilvania / Ardeal, Transilvanija

## Rusija
- Белое море – Beloe more, Belo morje
- hrebet Čerskogo, Čerskijevo gorovje
- Чёрное море – Černoje more, Črno morje
- Днепр – Dnjepr, Dneper
- Jaroslavl`, Jaroslavelj
- Озеро Байкал – Ozero Bajkal / Байгал нуур – Baigal nuur,  Bajkalsko jezero
- Берингов пролив - Beringov proliv, Imakpik, Beringov preliv
- proliv Karskie Vorota, Karska vrata
- Karskoe more, Karsko morje
- Kaspijskoe more, Kaspijsko jezero
- Kerčenski proliv/Керченский пролив (ukr.: Керченская протока; krimsko-tatarsko Keriç boğazı), Kerški preliv
- Komandorskie ostrova, Komandantovi otoki
- Korjakskoe nagor'e,  Korjaško višavje
- Kurskaja kosa / Kuršiụ nerija, Kurska kosa
- Ladožskoe ozero/Ladoga /Luadogu, Ladoško jezero
- Lednik Karpinskogo, Karpinskijev ledenik
- More Laptevih, Morje Laptevov
- Novaja zemlja, Nova dežela
- Novosibirskie ostrova, Novosibirski otoki
- Ohotskoe more / Hok-kai, Ohotsko morje
- Onežskoe ozero / Oniegu, Oneško jezero
- Ostrov Vrangelja, Vranglov otok
- Severnaja Zemlja, Severna dežela
- Stanovoe nagor'e, Stanovojsko višavje
- Vehojanskij hrebet, Verhojansko gorovje
- Vostočno-Sibirskoe more, Vzhodnosibirsko morje
- Zemlja Franca-Iosifa, Dežela Franca Jožefa

## Salvador
- (República de) El Salvador, (Republika) Salvador

## Severna Makedonija
- Crni Drim (Drini i Zi), Črni Drim
- Dojransko ezero, Dojransko jezero
- Golem Korab (Maja e Korabit / Mali i Korabit), Veliki Korab
- Mavrovsko ezero, Mavrovsko jezero
- Ohridsko ezero, Ohridsko jezero
- Prespansko ezero, Prespansko jezero
- Skopska Crna gora/Скопска Црна Гора (turško Karadak oziroma Karadag; albansko Mali i Zi i Shkupit / Malet e Karadakut), Skopska Črna gora na tromeji Severne Makedonije, Kosova in Srbije

## Sirija
- Dimašk aš-Šam, Damask
- Haleb, Alep
- Latakia, Latakija
- Sūriyya, Sirija

## Slovaška
- Banská Bystrica, Banska Bistrica
- Belianske Tatry, Beljanske Tatre
- Beskydy, Beskidi
- Bielé Karpaty, Beli Karpati
- Dunaj, Donava
- Juhoslovenská kotlina, Južnoslovaška kotlina
- Malé Karpaty, Mali Karpati
- Malý Dunaj, Mala Donava
- Nízké Tatry, Nizke Tatre
- Podunajsko, Podonavje
- Slovenská republika, Slovaška
- Slovenské rudohorie, Slovaško rudogorje
- Slovensko, Slovaška
- Slovenský kras, Slovaški kras
- Tatry, Tatre
- Východoslovenská nížina, Vzhodnoslovaška nižina
- Vysoké Tatry, Visoke Tatre
- Západoslovenská nížina /Podunajská nížina, Zahodnoslovaška nižina /Podonavska nižina

## Srbija
- Beograd, Belgrad (zastarelo)
- Dunav, Donava
- Zapadna Morava, Zahodna Morava
- Kanal Dunav—Tisa—Dunav, Prekop Donava—Tisa—Donava
- Skopska Crna gora (turško Karadak oziroma Karadag); makedonsko in srbsko Скопска Црна Гора (albansko Mali i Zi i Shkupit / Malet e Karadakut), Skopska Črna gora na tromeji Srbije, Kosova in Severne Makedonije

## Surinam
- Republiek Suriname, Republika Surinam

## Španija
- Andalucía, Andaluzija
- Aragón, Aragonija
- Asturias, Asturija
- Baskijsko gorovje
- Cantabria, Kantabrija
- Castilla, Kastilija
- Castilla-La Mancha, Kastilija - Manča
- Castillla la Nueva, Nova Kastilija
- Castilla la Vieja, Stara Kastilija
- Castilla-León, Kastilija in Leon
- Cataluña / Catalunya, Katalonija
- Cordillera Cantábrica, Kantabrijsko gorovje
- Cordillera Bético/Sistema Bético, Betijske Kordiljere ali Andaluzijsko pogorje
- Córdoba, Kordova
- Delta del Ebro /katalonsko: Delta de l'Ebre, Delta Ebra
- España, Španija
- Extremadura, Estremadura
- Galicijski masiv
- Gerona, Girona
- Golfo de Valencia, Valencijski zaliv
- Golfo de Vizcaya/Mar Cantabrico/Bizkaiko Golkoa, Biskajski zaliv
- Galicia /Galiza, Galicija
- Guadalquivir, Gvadalkivir
- Iberia, Iberski polotok
- Ibersko gorovje
- Ibiza /Eivissa, Ibiza
- Islas Baleares, Balearski otoki
- Islas Canarias, Kanarski otoki
- Kantabrijsko gorovje
- La Mancha, La Manča
- Mallorca, Majorka
- Galicijski masiv
- Meseta Central, Osrednja Mezeta, tudi Notranja planota ali samo Mezeta
- Montes de León, Leonsko gorovje
- Navarre, Navara
- País Vasco /Euskadi/'Eusskal Herriko', Baskija
- Pirineos /Pireneus /Pirinioak, Pireneji
- Salamanca, tudi Salamanka
- Santiago de Compostela
- Sevilla, Sevilja
- Sierra de Gredos,
- Sierra de Guadarrama
- Sistema Central, Kastiljsko gorovje
- Sistema Ibérico, Ibersko gorovje
- Vizcaya /Bizkaia, Biskaja
- Valencia, Valencija

## Švedska
- BalticShield, Baltski ščit
- Bottniska viken, Botniški zaliv
- Götaland, Gotlandija
- Göta kanal, Gotlandski prekop
- Caledonian Mountain, Kaledonsko gorstvo
- Konungariket Sverige, Kraljevina Švedska
- Lappi/Lappland/Laplandija/Sápm, Sápmi (prej Laponska)
- Östersjön, Baltsko morje
- Skanderna/Skandinaviska fjällkedjan, Skandinavsko gorovje
- Skandinaviska halvön/Den skandinaviske halvøya, Skandinavski polotok
- Skåne, Skanija
- Sverige, Švedska

## Švica
- Berner Alpen, Bernske Alpe
- Bodensee, Bodensko jezero
- Col du Grand St-Bernard/Colle del Gran San Bernardo, Veliki Sveti Bernard
- Engiadina/Nagiadegna/Gidegna; it. Engadina, Engadin
- Genève / Genf / Ginevra, Ženeva
- Gotthardpass / Passo del San Gottardo, Gotthard (prelaz)
- Lausanne, Lozana
- Le Léman / Lac de Genève / Genfersee, Ženevsko jezero
- Alpes Pennines / Alpes valaisannes / Alpi Pennine / Walliser Alpen, Peninske Alpe
- Rätischen Alpen / Alpi Retiche, Retijske Alpe
- Rhône, Rona
- Massif du Jura / Juragebirge, Švicarska Jura
- Schweiz / Suisse / Svizzera / Svizra, Švica
- Schweizerische Eidgenossenschaft (nemško); Confédération suisse (francosko); Confederazione Svizzera (italijansko); Confederaziun svizra (retoromansko); Confœderatio Helvetica (CH; latinsko), Švicarska konfederacija
- Sempione / Simplonpass, Prelaz Simplon
- Zürichsee, Züriško jezero

## Turčija
- Ağrı dağı, Ararat
- Altin Boynuz; Haliç, Zlati rog
- Anadolu, Anatolija
- Antakya, Antakija, nekdanja Antiohija
- Bitinya (gr. Bithynía), Bitinija
- Çanakkale Boğazı, Dardanele
- Çukurova (Kilikya), Kilikija
- Dicle, Tigris
- Edirne, Odrin, nekdanji Adrianopel
- Ege denizi, Egejsko morje
- Ephesos, Efez
- Fırat, Evfrat
- Gelibolu, Galipoli (polotok)
- Güney Do˘gu Toroslar, Armenski Taurus
- İskenderun, Aleksandreta
- İstanbul, Carigrad
- Konstantinopolis, Konstantinopel, tudi Carigrad
- İzmir, Smirna (hist.)
- Smirni (gr.), Smirna
- İzmit, nekdanja Nikomedija
- Kapadokya, Kapadokija
- Karadeniz, Črno morje
- Karadeniz Boğazi /Istambul Boğazi, Bospor
- Kuzey Anadolu Dağları ali Doğukaradeniz Dağlari, Pontsko gorovje
- Marmara denizi, Marmarsko morje
- Phrygia /Frygía, Frigija
- Toros Dağları, Taurus
- Trakya, Trakija
- Türkiye, Turčija

## Ukrajina
- Črnovice, Černivci ali Černovci
- Čorne more, Črno morje
- Del'ta Dunaju, Delta Donave
- Dnipro, Dneper
- Dnister, Dnester
- Galyč(-ina) (Галичина́), Galicija
- Harkiv, Harkov
- Krivij Rig, Krivi Rog
- Kyjiv (Київ), Kijev
- Latoricja (Латориця), Latorica
- Lviv, Lvov (hist. Lemberg)
- Pidkarpats'ka Rus' - Podkarpatska Rutenija
- Podillja, Podolija
- Užgorod, Užgorod
- Vinnycja, Vinica
- Zakarpats'ka nyzovyna, Zakarpatska nižina
- Zakarpats'ka Ukrajina, Zakarpatska Ukrajina
- Zaporižžja, Zaporožje

## Urugvaj
- Uruguay, Urugvaj

## Vatikan
- Città del Vaticano, Vatikan

## Venezuela
- Lago de Maracaibo, Maracaibo (jezero)
- República Bolivariana de Venezuela, Bolivarska republika Venezuela
- Río Orinoco, Orinoko

## Združene države Amerike
- Alaska, Aljaska
- Alaska Range, Aljaško gorovje
- Alexander Archipelago, Aleksandrov arhipelag/Aleksandrovo otočje
- American Cordillera (Western Cordillera) – Ameriške Kordiljere
- Appalaches, Apalači
- California, Kalifornija
- Cascade Range, Kaskadno gorovje
- Coast Mountains, Obrežno gorovje
- Chicago, Čikago
- Colorado, Kolorado (država)
- Colorado River, Kolorado (reka)
- Columbia River, Kolumbija (reka)
- Crater Lake, Krátersko jézero (Oregon)
- Grand Canyon, Veliki kanjon
- Great Basin, Velika kotlina
- Great Lakes, Velika jezera
- Great Plains, Velike planjave
- Hawaii, Havaji
- Lake Erie, Eriejsko jezero
- Lake Huron, Huronsko jezero
- Lake Michigan, Michigansko jezero
- Lake Ontario, Ontarijsko jezero
- Lake Superior, Gornje jezero
- Missouri, Misuri; Misuri, država
- Mississippi, Misisipi reka; Misisipi
- New England, Nova Anglija
- New Mexico, Nova Mehika
- Niagara Falls, Niagarski slapovi
- North Carolina, Severna Karolina
- North Dakota, Severna Dakota
- Pennsylvania, Pensilvanija
- Puerto Rico, Portoriko
- Rocky Mountains / Rockies, Skalno gorovje
- South Carolina, Južna Karolina
- South Dakota, Južna Dakota
- Texas, Teksas
- United States of America, Združene države Amerike
- Virgin Islands of the United States, Deviški otoki Združenih držav
- Virginia, Virginija
- Washington, D. C., Washington, D. C.
- West Virginia, Zahodna Virginija

## Združeno kraljestvo Velike Britanije in Severne Irske
- Anguilla, Anguilla
- Bermuda, Bermudi
- Bristol Channel /Môr Hafren, Bristolski prekop/zaliv (estuarij - ustje reke Severn)
- British Virgin Islands, Britanski Deviški otoki
- Cambrian Mountains /Mynyddoedd Cambria, tudi Mid Wales/Elenydd, Kambrijsko hribovje
- Cayman Islands, Kajmanji otoki (ali Kajmanski otoki)
- Channel Islands, Kanalski otoki
- Dover strait/Strait of Dover, Dovrska vrata (ožina /-i preliv)
- Edinburgh, Edinburg
- England, Anglija
- English Channel, Rokavski preliv
- Falkland Islands/Las Islas Malvinas, Falklandski otoki/Malvinski otoki
- Great Britain, Velika Britanija
- (The) Hebrides /Innse Gall, Hebridi
- Highlands, Škotsko višavje
- Isle of Anglesey /Ynys Môn, Anglesey
- Isle of Man, Otok Man
- Montserrat, Monserat
- Northern Ireland /Ulster, Severna Irska
- Orkney Islands, Orkneyjski otoki
- Outer Hebrides /Na h-Eileanan Siar, Western Isles /Na h-Eileanan an Iar, Zunanji Hebridi
- Pennines /Pennine Chain /Pennine Hills, Peninsko gorovje
- Saint Helena, Sveta Helena (Saint Helena, Ascension and Tristan da Cunha)
- Scotland /Alba, Škotska
- Shetland Islands, Shetlandski otoki
- South Georgia and the South Sandwich Islands, Južna Georgija in Južni Sandwichevi otoki
- Thames, Temza
- Thames Estuary, Ustje Temze
- Turks and Caicos Islands, Otoki Turks in Caicos
- United Kingdom od Great Britain and Northern Ireland, Združeno kraljestvo Velike Britanije in Severne Irske
- Walerian Czuma/ Wales /Cymru, Wales, Valizija